# ГЕС Рамганга
ГЕС Рамганга (Kalagarh) — гідроелектростанція на півночі Індії у штаті Уттаракханд, яка використовує ресурс із річки Рамганга, лівої притоки Гангу.
У межах проекту річку перекрили кам'яно-накидною/земляною греблею висотою 128 метрів та довжиною 715 метрів, яка потребувала 10 млн м3 матеріалу. Вона утримує водосховище з площею поверхні 78,3 км2 та об'ємом 2442 млн м3 (корисний об'єм 2195 млн м3), в якому припустиме коливання рівня між позначками 323 та 366 метрів НРМ.
Пригреблевий машинний зал обладнали трьома турбінами типу Френсіс потужністю по 66 МВт, які використовують напір від 55 до 109 метрів (номінальний напір 84 метра) та забезпечують виробництво 311 млн кВт-год електроенергії на рік.
Видача продукції відбувається по ЛЕП, розрахованій на роботу під напругою 132 кВ.